# Route nationale 100b
La route nationale 100B, ou RN 100B, est une ancienne route nationale française reliant, juste avant son déclassement, Gap à la RN 100 au niveau de Saint-Vincent-les-Forts.

## Histoire
Avant 1961, la RN 100B reliait Selonnet à Saint-Vincent-les-Forts, via le col Saint-Jean. Ce tracé fut alors repris par la RN 100.
La réforme de 1972 entraîne le déclassement de l'intégralité de cette route nationale, avec effet au 1er janvier 1973 pour les Alpes-de-Haute-Provence et au 1er avril 1973 pour les Hautes-Alpes : elle est devenue la RD 900B.

## Tracé
Les communes traversées sont :
- Gap
- Remollon
- Espinasses
- Les Celliers, commune de Rousset
- La Bréole
- Saint-Vincent-les-Forts

## Trafic
La route départementale 900B est classée à grande circulation par le décret no 2009-615 du 3 juin 2009, modifié par le décret no 2010-578 du 31 mai 2010 :
- dans les Hautes-Alpes : entre la N 85 à Gap et la limite avec les Alpes-de-Haute-Provence à Rousset[3] ;
- dans les Alpes-de-Haute-Provence : entre la D 900 à Saint-Vincent-les-Forts et la limite avec les Hautes-Alpes à La Bréole[4] ;

ce qui correspond à l'intégralité de son parcours.